# Crockerella hesione
Crockerella hesione é uma espécie de gastrópode do gênero Crockerella, pertencente à família Clathurellidae.